# باب کرمیچیئل
 باب کرمیچیئل (انگلیسی: Bob Carmichael؛ زاده ۴ ژوئیه ۱۹۴۰ درگذشته ۱۸ نوامبر ۲۰۰۳) یک تنیس‌باز اهل استرالیا بود.